# Єнджиховічкі
Єнджиховічкі (пол. Jędrzychowiczki, нім. Klein Hennersdorf) — село в Польщі, у гміні Тшебель Жарського повіту Любуського воєводства.
Населення — 77 осіб (2011).
У 1975—1998 роках село належало до Зеленогурського воєводства.

## Демографія
Демографічна структура станом на 31 березня 2011 року:
|          | Загалом | Допрацездатний вік | Працездатний вік | Постпрацездатний вік |
| -------- | ------- | ------------------ | ---------------- | -------------------- |
| Чоловіки | 44      | 10                 | 32               | 2                    |
| Жінки    | 33      | 6                  | 16               | 11                   |
| Разом    | 77      | 16                 | 48               | 13                   |